# وزارة العلوم وتكنولوجيا المعلومات والاتصالات (كوريا الجنوبية)
وزارة العلوم وتكنولوجيا المعلومات والاتصالات (هانغل: 과학기술정보통신부) هي وزارة في حكومة كوريا الجنوبية. كانت الوزارة سابقا بأسم وزارة العلوم وتكنولوجيا المعلومات والاتصالات والتخطيط المستقبلي.
كان المقر الرئيسي اساسا في غيونغي قبل الانتقال إلى مدينة سيجونغ عام 2019 مع المباني الجديدة التي شُيدت عام 2021.

## وصلات خارجية
- زارة العلوم وتكنولوجيا المعلومات والاتصالات بالإنجليزية
- وزارة العلوم وتكنولوجيا المعلومات والاتصالات بالكورية